# Leopardus
Leopardus este un gen de feline în majoritate native din America de Sud și Centrală, cu puține specii din sudul Statelor Unite.

## Taxonomie
Studiile genetice au arătat că genul Leopardus formează o cladă diferită în cadrul subfamiliei felinelor, și că au evoluat pentru prima dată în America de Sud acum aproximativ 10-12 milioane de ani.
Acest gen nu conține și leopardul, acesta aparținând de genul Panthera.

### Specii
Cuprinde următoarele specii:
- Pisică de pampas (L. colocolo) (Molina, 1782)
- Pisică a lui Geoffroy (L. geoffroyi) (d'Orbigny & Gervais, 1844)
- Pisică chiliană (L. guigna) (Molina, 1782)
- L. guttulus (Hensel, 1872)
- Pisică andină (L. jacobita) (Cornalia, 1865)
- Ocelot (L. pardalis) (Linnaeus, 1758)
- Pisică pitică (L. tigrinus) (Schreber, 1775)
- Margay (L. wiedii) (Schinz, 1821)